# Селен самородний
Селе́н саморо́дний (англ. native selenium; нім. gediegenes Selen) — селен ланцюжкової будови.

## Основні характеристики
Домішки — S. Сингонія тригональна.
Утворює склуваті краплеподібні аґломерати, округлі виділення та шаруваті зростання, дуже рідко — кристали. Густина 4,47—4,80. Твердість 2. Колір сірий. Риса червона. Гнучкий. Блиск металічний. У тонких уламках просвічує червоним кольором. Провідник електрики. Діамагнітний. Продукт вивітрювання селенідів. Рідкісний.

## Модифікації
Розрізняють такі модифікації С.:
- α-селен (штучна моноклінна модифікація С. червоного кольору),
- β-селен (моноклінна модифікація С. червоного кольору),
- γ-селен (тригональна модифікація С.).